# Bataille de Mortimer's Cross
Pour un article plus général, voir Guerre des Deux-Roses.
Guerre des Deux-Roses
Batailles
La bataille de Mortimer's Cross eut lieu le 2 février 1461, pendant la guerre des Deux-Roses, près de Wigmore, dans l'Herefordshire près de la frontière galloise. Les forces en présence étaient composées d'un côté d'une armée dirigée par Jasper Tudor et son père Owen Tudor, de nobles loyaux au roi Henri VI de la Maison de Lancastre, la reine Marguerite d'Anjou et de leur fils de 7 ans Édouard de Westminster, et de l'autre côté par l'armée du futur roi Édouard IV d'Angleterre. Ce fut une victoire décisive de la Maison d'York sur celle de Lancastre.

## Contexte
Depuis la mort de Richard d'York à la bataille de Wakefield le 30 décembre 1460, les Yorkistes sont dirigés par son fils Édouard, 4e duc d'York et âgé de 18 ans. Celui-ci cherche à empêcher les forces lancastriennes se trouvant au Pays de Galles, et dirigées par Owen Tudor et son fils Jasper, de rejoindre l'armée principale des Lancastre. L'aîné des Tudor fut le second mari de Catherine de Valois, veuve du roi Henri V ; leurs enfants, les demi-frères d’Henri VI, ont été faits comtes et, de ce fait, cette famille est devenue importante et puissante en Galles du Sud. Son armée était composée de Gallois venus des terres Lancastre de Carmarthenshire et Pembrokeshire, de mercenaires français et bretons et de troupes irlandaises menés par James Butler. 
Édouard, basé au château de Wigmore (en), a rassemblé une troupe d'environ 5 000 hommes depuis la frontière anglaise et galloise. Parmi ses plus fervents alliés, John Tuchet, Reginald Grey de Wilton, William Herbert, Walter Devereux et Humphrey Stafford étaient présents. Après avoir passé Noël à Gloucester, il se préparait à retourner à Londres mais l'armée de Jasper Tudor était en approche, ce qui le força à changer d'avis afin de bloquer l'avancée de Jasper et empêcher une rencontre avec les principales forces de Lancastre qui étaient en marche pour Londres. Pour leur barrer le passage, il rassemble environ 5 000 hommes, dont un nombre important de Gallois commandés par William Herbert, et marche vers le nord depuis Gloucester jusqu'à un gué sur la rivière Lugg que doit emprunter l'armée adverse.

## Parhélie
Au matin du 2 février, alors qu'Édouard a rangé son armée en ordre de bataille, survient un étrange phénomène météorologique appelé parhélie, trois soleils semblant apparaître dans le ciel, et Édouard s'en sert pour remonter le moral de ses troupes, affirmant qu'il s'agit d'un présage de victoire, les trois soleils représentant la Sainte Trinité et que de ce fait, Dieu était de leur côté. Édouard utilisa plus tard le Soleil comme emblème. Cet évènement fut mis en scène par William Shakespeare dans Henry VI (troisième partie) et dans le roman de Sharon Kay Penman : The Sunne in Splendour.

## Bataille
L'armée lancastrienne, environ 4 000 hommes, cherche à éviter la bataille mais, lorsque Owen Tudor voit qu'il n'y a pas d'autre moyen pour franchir la Lugg, il donne l'ordre de l'assaut. La gauche des forces lancastriennes brise les lignes de l'aile droite yorkiste et les disperse mais, au centre, les Lancastre sont repoussés par deux fois et l'aile gauche yorkiste met en déroute le flanc droit des Lancastre. La bataille est alors gagnée pour les Yorkistes et Owen Tudor est capturé puis exécuté. En tout, 4 000 hommes sont censés avoir péri dans cette bataille, ce qui semble exagéré vu le nombre total de combattants.